# Fernando Mendes Soares Gomes
Fernando Mendes Soares Gomes   (Porto, 22 de novembre de 1956 - Porto, 26 de novembre de 2022) fou un futbolista portuguès de la dècada de 1980.

Pel que fa a clubs, defensà els colors de FC Porto, Sporting de Gijón i Sporting Clube de Portugal. Va ser el millor golejador de la lliga portuguesa durant més de dues dècades, només per darrere de Nené del SL Benfica, i més tard va tornar al FC Porto, passant a treballar amb el club ara com a ambaixador del club.[4]
Fou 48 cops internacional amb la selecció portuguesa amb la qual participà en la Copa del Món de futbol de 1986 i a l'Eurocopa 1984

## Palmarès
Porto
- Lliga Portuguesa: 1977-78, 1978-79, 1984-85, 1985-86, 1987-88
- Copa Portuguesa: 1976-77, 1983-84, 1987-88
- Supercopa Cândido de Oliveira: 1983, 1984, 1986
- Copa d'Europa de futbol: 1986-87
- Copa Intercontinental de futbol: 1987
- Supercopa d'Europa de futbol: 1987